# Louis-Claude de Saint-Martin
 (juillet 2016).
Pour l’article homonyme, voir Saint-Martin.
Louis-Claude de Saint-Martin, dit « le Philosophe inconnu », né le 18 janvier 1743 à Amboise et mort à Châtenay-Malabry le 14 octobre 1803, (21 vendémiaire an XII), est un philosophe et théosophe français.

## Le flambeau de l'Illuminisme
Le nom de Louis-Claude de Saint-Martin est à rattacher dans l'Histoire des idées au courant illuministe. À peu près à la même époque que Saint-Martin, l’Allemand von Eckartshausen écrit un certain nombre d’ouvrages, parmi lesquels La Nuée sur le sanctuaire, qu'Éliphas Lévi recommandera plus tard à son élève, le baron de Spedialieri (nl). L’extatique suédois Emmanuel Swedenborg se rattache aussi à l’illuminisme, mais la lecture de la plupart de ses ouvrages est réputée difficile.

## Biographie du «Philosophe inconnu»

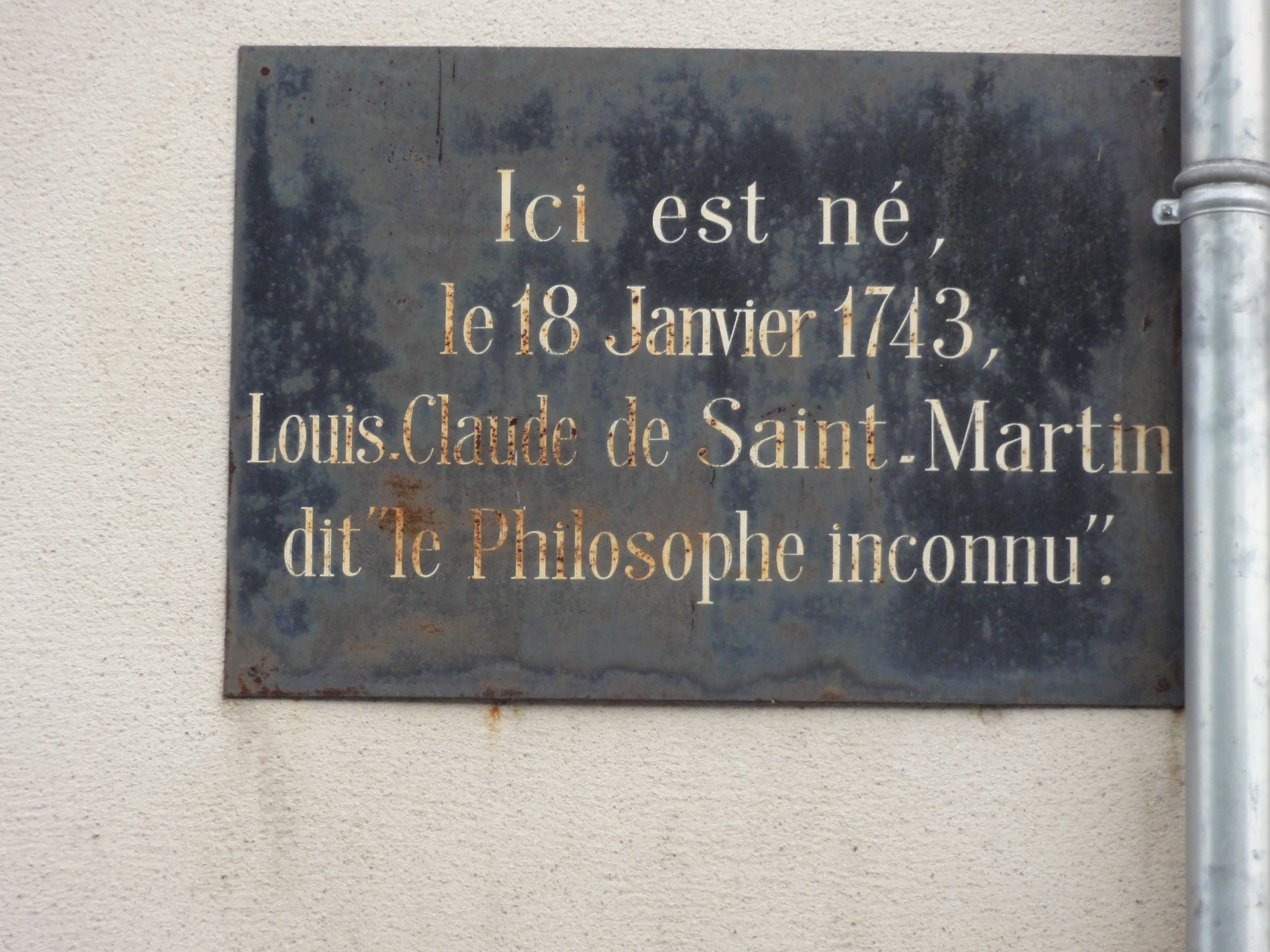
Plaquette sur sa maison natale à Amboise

Louis-Claude de Saint-Martin naquit à Amboise (Indre-et-Loire) le 18 janvier 1743, dans une famille de noblesse et sa maison natale existe toujours. Il est le fils de Claude François de Saint-Martin, seigneur de Borie et du Buisson, procureur au présidial d'Ambroise, conseiller avocat du roi au Bailliage, maire d'Amboise, et de Louise Tournyer. Sa sœur épouse le général Antoine Auguste Desherbiers de Létanduère.
Dès l’enfance, l’éducation que lui prodigue une belle-mère éclairée favorise chez lui l’épanouissement de nobles sentiments et d’une grande sensibilité d’âme. Après des études de droit, il devient avocat, conformément au désir de ses parents. Mais la profession ne lui plaît guère, et grâce à l’appui d’un ami influent, il obtient en 1765 (à 22 ans) un brevet de sous-lieutenant au régiment de Foix alors stationné à Bordeaux. La carrière militaire devait à cette époque laisser beaucoup de loisirs, car Louis-Claude de Saint-Martin avait pour but en la choisissant de se ménager davantage de temps pour poursuivre ses études ésotériques. Fabre d'Olivet aura plus tard la même idée.
Par l’entremise d’un de ses amis du cercle des officiers, le capitaine de Grainville, Saint-Martin est admis dès 1765 dans l'ordre des Chevaliers maçons Élus Coëns de l’univers, fondé quelques années plus tôt par le théosophe thaumaturge J. Martinès de Pasqually, dont la doctrine se présente comme la clef de toute théosophie judéo-chrétienne, étant directement reliée aux enseignements secrets d’Égypte, de Grèce et d’Orient. L’enseignement et les rites coëns lui fournissent l’essentiel des thèmes philosophiques qu’il ne cessera de développer dans toutes ses œuvres. Il quitte l’armée en 1771 pour se consacrer à sa vocation et fut le secrétaire de Martinès de Pasqually pendant plusieurs mois.
En 1773 et 1774, il demeure à Lyon chez Jean-Baptiste Willermoz (1730-1824). Cet autre disciple de Martinès de Pasqually créa en 1778 le Rite écossais rectifié (RER), pratiqué par des francs-maçons, et dans lequel il allait faire passer l’essentiel de la théosophie martinésiste. Au cours de ce séjour chez Willermoz, Saint-Martin rédigea son premier ouvrage, Des erreurs et de la vérité, ou les Hommes rappelés aux principes de la science. Quand parut ce livre, en 1775, l’auteur se trouvait à Paris et devint déjà le « Philosophe inconnu » qu’il allait rester pour la postérité. Le Tableau naturel des rapports qui unissent Dieu, l’homme et l’univers (1782) reprend et prolonge les enseignements des Erreurs… Dès cette époque, Saint-Martin se détache des voies actives de la magie pour s’orienter dans une direction de plus en plus « intérieure » : le Réparateur a, selon lui, montré la voie d’un contact direct avec le divin, par la prière. Saint-Martin se défie même finalement de la franc-maçonnerie, malgré une appartenance de courte durée au rite rectifié de Willermoz. Son séjour à Strasbourg (1788-1791) peut être considéré comme un événement historique : il y rencontre en effet Mme de Böcklin, qui lui révèle la philosophie de Jacob Boehme dont il traduira cinq ouvrages.
Dans la Révolution française, Saint-Martin voit un châtiment provisoire envoyé par la Providence, dû à la décadence des trônes et des autels, et n’hésite pas à aller monter la garde devant le Temple, devenu alors prison de la famille royale. Louis Blanc, à tort, dans son Histoire de la Révolution, lui a même attribué la fameuse devise de la République française : Liberté, Égalité, Fraternité. Robert Amadou publie sur la question un numéro spécial de Renaissance traditionnelle où il démontre l'erreur, avec un argumentaire très complet.
Après L’Homme de désir (1790), puis Le Nouvel Homme et Ecce homo (destiné à instruire la duchesse de Bourbon), parus en 1792, il écrit principalement sous l’influence de Boehme, dont il concilie l’enseignement avec celui de son « premier maître » Martinès de Pasqually. En même temps débute sa correspondance théosophique avec le Bernois Niklaus Anton Kirchberger (1739-1799). Puis il écrit d’autres ouvrages, dont Le Ministère de l’homme-esprit (1802) est sans doute le plus élaboré et celui qui concilie le mieux les enseignements de Boehme avec ceux de Martinès de Pasqually. C'est à cette époque qu'il traduit des livres de Boehme et qu'il fait publier ces traductions. Il rencontre Chateaubriand à la Vallée-aux-Loups, en janvier 1803, et s’éteint le 13 octobre à Aulnay, près de Sceaux, chez le sénateur Lenoir-Laroche.
Il a adressé une lettre à Johann Christian Ehrmann, plusieurs fois publiée.

### Œuvres
- De la triple vie de l'homme, selon le mystère des trois principes de la manifestation divine, Jacob Böhme, 347 p, chez Migrenet (1809)
- Les Trois Principes de l'essence divine, ou de l'éternel engendrement sans origine, Jacob Böhme, 347 p, chez Migrenet (1802)
- Quarante Questions sur l'origine, l'essence, l'être et la propriété de l’âme, et sur ce qu'elle est d'éternité en éternité, Bibliotheca esoterica, Jacob Böhme, 347 p, chez Migrenet (1807)
- Des erreurs et de la vérité (1775), textes en ligne BNAM partie1, partie2 University of Michigan Library, 2009, 288 p. ; Print Éditions, 2010, 244 p.
- Tableau naturel des rapports qui unissent Dieu, l'homme et l'univers (1782), in Œuvres majeures, vol. 2, Georg Olms, 1975-1990 ; Diffusion rosicrucienne, « Collection martiniste », 2001.
- L'Homme de désir (1790), in Œuvres majeures, vol. 3. ; Editions du Rocher, 1994, 336 p.
- Ecce Homo (1792), in Œuvres majeures, vol. 4 ; Diffusion rosicrucienne, « Collection martiniste ».
- Le Nouvel Homme (1792), in Œuvres majeures, vol. 4 ; Diffusion rosicrucienne, « Collection martiniste », 2010, 386 p. (A lire absolument, une bonne porte d'entrée dans l'œuvre du philosophe inconnu).
- Éclair sur l'association humaine (1797), in Œuvres majeures, vol. 7.
- Le Crocodile, ou la guerre du bien et du mal arrivée sous le règne de Louis XV. Poème épico-magique (1799), Librairie du cercle social, 1976
- Le Ministère de l'homme-esprit (1802), Diffusion rosicrucienne, « Collection martiniste », 1992, 453 p.
- Les Nombres, Nice, Belisane, 1983
- Mon portrait historique et philosophique (1789-1803), édité par Robert Amadou, Julliard, 1961.

### Études sur Saint-Martin
- Robert Amadou, Louis-Claude de Saint-Martin et le martinisme, Le Griffon d'or, 1946.
- Robert Amadou, Martinisme, CIREM, 1997.
- Jean-Louis Biasi, Le Martinisme, SEPP, 1997.
- Nicole Jacques-Lefèvre, Louis-Claude de Saint-Martin, le Philosophe inconnu (1743-1803). Paris: Dervy, 2003.
- Jacques Matter, Saint-Martin, le Philosophe Inconnu, Diffusion rosicrucienne, « Collection martiniste », 1992.
- Papus, Saint-Martin, Demeter, 1988.
- Philippe Sollers, Désir, roman, Gallimard 2020.
- Jean-Marc Vivenza, « Qui suis-je ? » Saint-Martin, Pardès, 2003.
- Jean-Marc Vivenza, Le Martinisme : l'Enseignement secret des maîtres, Martinès de Pasqually, Louis-Claude de Saint-Martin, Jean-Baptiste Willermoz, Mercure dauphinois, 2005.
- Jean-Marc Vivenza, La Prière du cœur selon Louis-Claude de Saint-Martin dit le « Philosophe Inconnu », Arma Artis, 2006.
- Jean-Marc Vivenza, Louis-Claude de Saint-Martin et les anges : De la théurgie des élus coëns à la doctrine angélique saint-martiniste, Arma Artis, 2012.
- Jean-Marc Vivenza, L'Église et le Sacerdoce selon Louis-Claude de Saint-Martin, La Pierre philosophale, 2013.
- Jean-Marc Vivenza, Le Culte « en esprit » de l'Église intérieure, La Pierre Philosophale, 2014.
- Jean-Marc Vivenza, Pratique de la prière intérieure selon Louis-Claude de Saint-Martin, pour conduire l'âme à l'union avec la Divinité, La Pierre philosophale, 2015 (notice BNF no  FRBNF45063043).
- Jean-Marc Vivenza, Le Mystère de l’Église intérieure, ou la « Naissance » de Dieu dans l’âme, Éditions La Pierre philosophale, 2016 (OCLC 969940581), (notice BnF no  FRBNF45060333).